# Nichtregierungsorganisation
Eine Nichtregierungsorganisation (NRO; englisch Non-governmental organization, NGO) oder auch nichtstaatliche Organisation ist ein zivilgesellschaftlich zustande gekommener Interessenverband, der nicht durch ein öffentliches Mandat legitimiert ist aber zum Teil staatlich finanziert sein kann. Die Weltbank definiert NROs als private Organisationen, die durch ihre Aktivitäten versuchen, Leid zu mindern, die Interessen der Armen in der Öffentlichkeit zu vertreten, die Umwelt zu schützen, grundlegende soziale Dienste zu leisten oder Aktionen für Entwicklungsvorhaben zu initiieren. Diese Begriffsbestimmung wurde bewusst unscharf gewählt, da sich NROs aller denkbaren Aufgaben annehmen können.
Der englische Begriff non-governmental organization wurde einst von den Vereinten Nationen (UNO) eingeführt, um Vertreter der Zivilgesellschaft, die sich an den politischen Prozessen der UNO beteiligen, von den staatlichen Vertretern abzugrenzen; non-governmental bedeutet dabei „nichtstaatlich“ im Sinne von „staatsunabhängig“, „regierungsunabhängig“. Heute wird der Begriff von und für nichtstaatliche Vereinigungen benutzt, die sich insbesondere sozial- und umweltpolitisch engagieren, und zwar unabhängig von einer Beziehung zur UNO. Zu den bekanntesten und größten internationalen Organisationen zählen beispielsweise im Bereich Umweltschutz Greenpeace und World Wildlife Fund, bei den Menschenrechten Amnesty International und Human Rights Watch, in der Korruptionsbekämpfung Transparency International und Internet Corporation for Assigned Names and Numbers für neue Technologien.
Einerseits wird eine NRO (engl. NGO), die weltweit aktiv ist, als internationale Nichtregierungsorganisation (INGO) bezeichnet; andererseits wird INGO vom Europarat für die Gemeinschaft der national-tätigen NRO mit ihren europäischen Partner-NROs benutzt, die Teilnehmerstatus bei der Konferenz der internationalen Nichtregierungsorganisationen haben (vgl. NRO-Bewerbung für einen Teilnahme-Status beim Europarat).

## Begriff und Geschichte

### Begriff
Die deutsche Bezeichnung Nichtregierungsorganisation ist angelehnt an den englischen Ausdruck non-governmental organization (NGO). Teilweise wird auch die Bezeichnung nichtstaatliche Organisation (NSO) benutzt. Sie überträgt den angloamerikanischen Begriff governmental präziser; die Übersetzung für Regierung wäre im amerikanischen Englisch nicht government, sondern administration. Dennoch hat sich der Begriff Nichtregierungsorganisation im Deutschen weitgehend durchgesetzt, dazu die englische Abkürzung NGO (anstelle von NRO).
Im Englischen werden auch folgende Begriffe verwendet: independent sector, volunteer sector, civic society, grassroots organizations respektive transnational social movement organizations, private voluntary organizations, self-help organizations, häufig auch non-state actors (NSAs). Letzterer Begriff ist allerdings weiter gefasst und umschließt neben Nichtregierungsorganisationen auch transnationale Unternehmen (TNCs) sowie z. B. kriminelle Vereinigungen. In der britischen Forschung werden Nichtregierungsorganisationen auch in Verbindung gebracht mit der global civil society, einer globalen Zivilgesellschaft, z. B. bei Mary Kaldor.
Im herkömmlichen deutschen Sprachgebrauch sind Nichtregierungsorganisationen einfach Verbände oder Vereine. Die Nichtregierungsorganisationen werden dem zivilgesellschaftlichen Dritten Sektor zugeordnet. Diese Einordnung geht auf den US-amerikanischen Soziologen Amitai Etzioni zurück, der die drei gesellschaftlichen Sektoren Staat, Markt (Wirtschaft) und Zivilgesellschaft erstmals 1973 voneinander unterschied. Zum Dritten Sektor zählt man mittlerweile Organisationen, die eine formale Struktur aufweisen, organisatorisch unabhängig vom Staat sind, nicht gewinnorientiert arbeiten, eine eigenständige Verwaltung haben, keine Zwangsverbände sind und zumindest anteilsweise über freiwilliges Engagement und Spenden getragen werden.
Sie können auf lokaler, nationaler oder internationaler Ebene organisiert sein.
Auch private Großstiftungen können als Nichtregierungsorganisationen auftreten. So erlaubt etwa die hybride Natur der Bill & Melinda Gates Foundation eine flexible Auslegung ihrer Organisationsstruktur: Mal tritt sie als multinationaler Konzern (MNC) auf, mal als Nichtregierungsorganisation, als Stiftung oder gar als quasi-staatlicher Akteur.
Begrifflichkeiten:
- INGO ist eine internationale Nichtregierungsorganisation (International NGO).
- QUANGO oder QuasiNGO sind hybride Organisationen, die auch Staaten oder staatliche Stellen als Mitglieder zulassen und oft zu großen Teilen aus öffentlichen Mitteln finanziert werden. Prominentestes Beispiel ist das Internationale Komitee vom Roten Kreuz.[9]
- CSGO oder Civil Society Organisation für Organisationsformen der Zivilgesellschaft.
- ENGO oder Environmental NGO sind Umweltschutzorganisationen wie Greenpeace oder World Wildlife Fund.
- GSO oder Grassroot Support Organisations unterstützen lokale Gruppen von betroffenen Personen.
- RNGO oder Religious NGO sind Organisationen die stark religiös beeinflusst sind.[10]

### Geschichte
Manche Autoren verweisen in der Ahnenreihe der Nichtregierungsorganisationen neben den christlichen Kirchen auf die im 6. Jahrhundert entstehenden religiösen Orden und die späteren religiösen und säkularen Orden. Als Vorläufer der heutigen Nichtregierungsorganisationen im humanitären Bereich wird allgemein die Antisklaverei-Bewegung der Quäker im 17. Jahrhundert angesehen. Im 19. Jahrhundert vermehrte sich die Zahl der Nichtregierungsorganisationen rasch, wobei neben die zunächst humanitär ausgerichteten Organisationen auch solche mit politischen, wirtschaftlichen, gewerkschaftlichen aber auch wissenschaftlichen Zielen traten. Internationale Organisationen wie World Evangelical Alliance (1846), Alliance Israélite Universelle (1860), Komitee vom Roten Kreuz (1863), Die Erste Internationale (1864), International Law Association (1873) und International Association of Geodesy entstanden.
Nach dem Ersten Weltkrieg entstanden wichtige internationale Nichtregierungsorganisationen wie die Internationale Handelskammer und der Internationale Gewerkschaftsbund (IFTU) auf dem wirtschaftlichen und sozialen Gebiet. Durch das Flüchtlingselend und die Migrationsprobleme entstanden zahlreiche Nichtregierungsorganisationen, die unter Führung des Roten Kreuzes zur Berufung eines Hohen Kommissars für Flüchtlinge beim Völkerbund beitrugen. In der Praxis des Völkerbundes entwickelte sich eine rege Zusammenarbeit gerade mit internationalen Nichtregierungsorganisationen, die Rederechte erhielten, Beratungsvorschläge einbringen konnten und in Ausschüssen tätig wurden.
Seit den 1990er Jahren wurde aufgrund von steigenden Anforderungen an die Kompetenz und Spezialisierung der Mitarbeiter das Ehrenamt zu Gunsten von hauptamtlichen (professionellen) Mitarbeitern im Kerngeschäft zurückgedrängt. Die Nichtregierungsorganisationen können sich heute der Logik einer Konkurrenz um Spenden- und Projektgelder nicht mehr entziehen.
Die heute zu beobachtende Omnipräsenz und politische Bedeutung vieler Nichtregierungsorganisationen wurde durch die Globalisierung seit den letzten Jahrzehnten des 20. Jahrhunderts befördert, da
- das Ende des Kalten Krieges, die Wahrnehmung grenzüberschreitender Problemlagen wie Umwelt- und Klimabedrohungen, weltweiter Migrationsströme u. ä. verstärkte.
- die weltweite Vernetzung – nicht zuletzt durch das Internet – auch der Bereiche Politik, Recht und Gesellschaft sprunghaft zunahm.

Daneben fand ein Prozess der „Entstaatlichung“ statt, indem im Inneren staatliche Aufgaben an Private und im Äußeren an nichtstaatliche überstaatliche Institutionen mit Hoheitsgewalt übertragen wurden. Dadurch entstand ein ernsthaftes Problem demokratischer Legitimation. So entstanden selbsternannte Anwälte des öffentlichen Interesses wie Greenpeace oder Amnesty International.

## Strukturen
Aus politikwissenschaftlicher Sicht lassen sich Nichtregierungsorganisationen definieren, als „feste Zusammenschlüsse unabhängiger gesellschaftlicher Kräfte, die ohne Gewinnabsicht gemeinwohlorientierte Ziele verfolgen, sich insbesondere für humanitäre und ökologische, dem Anspruch nach universelle Prinzipien einsetzen und versuchen, Einfluss auf Staaten und IGOs (International Governmental Organizations) auszuüben“. Wichtige Tätigkeitsschwerpunkte von Nichtregierungsorganisationen – insbesondere von international tätigen Nichtregierungsorganisationen – sind die Politikfelder Menschenrechte, Entwicklungs- und humanitäre Hilfe und Umweltschutz.
Es zeichnet sich ab, dass nichtstaatliche Organisationen nur dann von internationalen Institutionen – wie der UNO, der UNESCO, dem Europarat oder der EU-Kommission – als solche anerkannt werden, wenn sie:
1. von einer Bürgerschaft mit gleichen Interessen gegründet wurden, die sich für gemeinsam anerkannte Ziele zusammengeschlossen haben und damit den assoziierten kompetenten Bürger repräsentieren,
2. demokratisch strukturiert sind und folglich ihre Vorstände wählen und
3. bei aller für die Erreichung der Vereinsziele erforderlichen wirtschaftlichen Tätigkeit nicht gewinnorientiert arbeiten.

Viele nichtstaatliche Organisationen fordern von der Europäischen Kommission die Schaffung einer Rechtsform „Europäischer Verein“, um so eine der Europäischen Aktiengesellschaft ähnliche gemeinschaftsweite Rechtsfähigkeit zu schaffen.
Es existieren verschiedene Klassifikationssysteme für nichtstaatliche Organisationen. Die Weltbank unterscheidet zwischen operativen und beratenden Organisationen.

## Rechtsstellung
Nichtregierungsorganisationen sind von privaten natürlichen oder juristischen Personen aufgrund privatrechtlichen, nicht völkerrechtlichen Vertrages gegründete Vereinigungen, die ideelle und andere nicht gewinnorientierte Ziele im Rahmen des Rechts verfolgen. Sie haben eine auf Dauer angelegte, handlungsfähige Struktur und einen eigenen Sitz. Sie versuchen einen hohen Grad von Unabhängigkeit gegenüber nicht nur dem Sitzstaat, sondern auch anderen Staaten bzw. Regierungen zu wahren, um ihrer Funktion als – jedenfalls überwiegend – kritische Interessengruppen nachzukommen.
Gemäß Artikel 71 der UN-Charta können Nichtregierungsorganisationen Konsultativstatus beim Wirtschafts- und Sozialrat der Vereinten Nationen (ECOSOC) erlangen, wenn sie die in der ECOSOC-Resolution 1996/31 festgelegten Kriterien erfüllen. Zurzeit sind dort 4990 Organisationen registriert
Der Europarat legte 1986 ein Europäisches Übereinkommen über die Anerkennung der Rechtspersönlichkeit internationaler nichtstaatlicher Organisationen vor (SEV-Nr.: 124, auch Konvention Nr. 124 genannt). Es trat 1991 in Kraft und die Ratifikation begann. Etwa ein Viertel der Mitgliedstaaten ist dieser Konvention zur Rechtsstellung von internationalen Nichtregierungsorganisationen bisher beigetreten, so Belgien, Frankreich, Niederlande, Österreich, Schweiz und das Vereinigte Königreich u. a. (Stand Ende 2017).
2007 empfahl der Europarat (CM/Rec(2007)14) den Regierungen der Mitgliedstaaten eine Gesetzgebung über den rechtlichen Status auch für nationale Nichtregierungsorganisationen und erinnerte in diesem Zusammenhang an die europäische Konvention Nr. 124 – verbunden mit der Empfehlung an die Regierungen der Mitgliedstaaten:
- „sich dabei in ihrer Politik und Praxis von den Minimalstandards leiten zu lassen, die in dieser Empfehlung aufgeführt sind;
- diese Standards bei der Überwachung der von ihnen eingegangenen Verpflichtungen zu beachten;
- sicherzustellen, dass diese Empfehlung und das begleitende Erläuternde Memorandum[24] übersetzt und an NRO allgemein und insbesondere an Parlamentarier, die relevanten öffentlichen Stellen und Bildungseinrichtungen verteilt und bei der Ausbildung von Beamten eingesetzt werden.“

Deutsche Nichtregierungsorganisationen werden häufig in der Rechtsform eines Vereins, einer Stiftung oder einer GmbH gegründet.

## Finanzierung
Größere Nichtregierungsorganisationen weisen mitunter Jahresbudgets von mehr als einer Milliarde Euro auf. Einnahmequellen sind neben den Mitgliedsbeiträgen vor allem Spenden, Erlöse aus dem Verkauf von Waren sowie Einnahmen aus Aufträgen von privaten oder öffentlichen Stellen, etwa Honorare für soziale Dienste oder Flüchtlingsbetreuung. Daneben hängen auch viele Nichtregierungsorganisationen in erheblichem Maße von staatlichen Mitteln ab. Die Einnahmen von Oxfam, das nach dem Roten Kreuz zu den weltweit größten Hilfsorganisationen zählt, lagen im Geschäftsjahr 2015/2016 bei knapp 1,1 Milliarden Euro, die zum großen Teil von der öffentlichen Hand stammen: 67,9 Millionen Euro von der EU und von EU-Einrichtungen, 63,6 Millionen Euro von den Vereinten Nationen und von UN-Organisationen und 200,2 Millionen Euro von nationalen Regierungen. Für den Zeitraum von 2014 bis 2017 gab die EU-Kommission an, insgesamt etwa 11,3 Milliarden Euro an Nichtregierungsorganisationen gezahlt zu haben.
Die Abhängigkeit von Spenden und staatlichen Mitteln kann im Widerspruch zur Glaubwürdigkeit von Nichtregierungsorganisationen stehen. Da auch immer mehr Hilfsorganisationen gegründet werden, gibt es nach Ansicht von Linda Polman statt Zusammenarbeit einen harten Konkurrenzkampf um Spendengelder zwischen den Hilfsorganisationen. Die Fähigkeit, Zielgruppen und die Öffentlichkeit zu erreichen, sei bei Protestgruppen und sozialen Bewegungen nach Ansicht von Dieter Rucht oft abhängig von medienwirksamen Inszenierungen verbunden mit Dramatisierung, Skandalisierung, emotionalem Auftreten oder Spektakel. Je größer das Medieninteresse und die Berichterstattung, desto mehr Spenden können gesammelt werden. Dabei müssen Krisenregionen für Journalisten gut erreichbar und nicht zu gefährlich sein, und die Opfer müssten gut zu fotografieren oder zu filmen sein. Die niederländische Autorin Linda Polman kritisiert, dass Fakten manipuliert werden, um an mehr Spenden zu kommen. Der Leiter Franz Schabhüttl der größten Flüchtlingsbetreuungsstelle Österreichs kritisierte im April 2017, dass manche NGOs mit angeblich falschen Darstellungen zur von ihm geleiteten Bundesbetreuungsstelle Traiskirchen Spenden generieren und sich benehmen „wie Unternehmen, denen es um Geld und Einfluss gehe“. Amnesty International Österreich und Ärzte ohne Grenzen widersprachen den Vorwürfen.

## Transparenz
Nichtregierungsorganisation sind nicht gewählt, können aber, ähnlich politischen Parteien, mitunter in die politische Debatte und in die Meinungsbildung der Bevölkerung eingreifen. Ihre Motivation zu verstehen, ist entscheidend für ihre Glaubwürdigkeit. Um Interessenkonflikte erkennen zu können, ist es deshalb wichtig, die Spender und Sponsoren zu kennen, die ihre Arbeit finanzieren.
So führt beispielsweise die Zusammenarbeit von Nichtregierungsorganisationen mit Rebellen oder Militärregimen in Krisenregionen zu einem Missbrauch von Spendengeldern, die so Kriege verlängern oder neue Konflikte hervorrufen. Die Autorin Linda Polman meint, dass viele Nichtregierungsorganisationen zu wenig die Folgen ihres Handelns bedenken. Ihnen seien Prinzipien wichtiger als Konsequenzen.

### Österreich
Große Organisationen in Österreich wie Rotes Kreuz oder Caritas geben in ihren Jahres- und Rechenschaftsberichten keine genauen Auskünfte, welche Summen zu welchem Zweck wohin fließen. Die Verwendung der Spenden ist oft intransparent und nicht nachvollziehbar. Die meisten Nichtregierungsorganisationen in Deutschland sind als Vereine organisiert. Nach dem geltenden Vereinsrecht sind sie nicht verpflichtet, nach außen über die Herkunft und Verwendung ihrer Mittel Rechenschaft abzulegen. Zwar werden die Sammlung und Verwendung von Spenden einiger Nichtregierungsorganisationen im Inland überwacht und mit Spendensiegel zertifiziert, aber insbesondere im Ausland sei eine Kontrolle der Geldflüsse schwierig oder kaum vorhanden. Effizienz und Kontrolle der Wirkung von Spenden bleiben auch beim Spendengütesiegel in Österreich unberücksichtigt.

### Deutschland
Edda Müller, die Vorsitzende von Transparency International Deutschland, sah 2017 bei vielen Organisationen Nachholbedarf in Sachen Transparenz. Eine 2013 durchgeführte Untersuchung der Stiftung Warentest ergab, dass nur sechs von 44 Organisationen aus den Bereichen Umwelt- und Klimaschutz sowie Tier-, Natur- und Artenschutz transparent und nachvollziehbar wirtschaftlich arbeiten. Beim deutschen Vier-Pfoten-Verein beispielsweise floss laut Geschäftsbericht 2012 weniger als die Hälfte der Ausgaben in Projekte und Kampagnen. Weiters bemängelte Stiftung Warentest bei den meisten Spendenorganisationen mangelnde Transparenz bei der Offenlegung von Einnahmen und Ausgaben sowie bei Provisionszahlungen für Mitgliederwerbung und Aufwand für Spendenwerbung.
Nichtregierungsorganisation können die Herkunft ihrer Mittel in Deutschland weitgehend vor der Öffentlichkeit geheim halten. Die Zeit nannte an existierenden Vorschriften dazu Ende 2018 nur eine freiwillige Selbstverpflichtung der Initiative Transparente Zivilgesellschaft, die lediglich verlangt, dass Spender, die mit ihren Zuwendungen mehr als 10 % der Jahreseinnahmen einer NGO ausmachen, veröffentlicht werden müssen. Im Februar 2025 richtete die Unionsfraktion eine kleine Anfrage mit 551 Fragen zur Finanzierung von Nichtregierungsorganisationen an die deutsche Bundesregierung. Die Anfrage wurde von der Linken, der SPD, den Grünen und von betroffenen NGOs scharf kritisiert. Auch Amnesty International warf der CDU/CSU vor, sich gegen die Zivilgesellschaft zu richten, wobei den NGOs unterstellt werde, eine Schattenstruktur zu sein, die mit staatlichen Geldern indirekt Politik betreibe.
Der Staatsrechtler Hubertus Gersdorf meint, dass das Demokratieprinzip dadurch gekennzeichnet sei, dass sich die Willensbildung vom Volk zum Staat zu vollziehen habe und nicht andersherum. So müsse sichergestellt sein, dass Regierungsstellen keinen Einfluss auf die politische Kommunikation nehmen können. Deshalb müsse ausgeschlossen werden, dass die jeweilige Regierung sich bei der Förderung NGOs aussucht, die ihr nahestehen und so in ihrem Sinne auf den Willens- und Meinungsbildungsprozess des Volkes einwirken. Die Förderung von NGOs sei gesetzlich zu regeln.

### Georgien
Eine Studie aus Georgien kam 2015 zu dem Ergebnis, dass ein Teil der Bevölkerung nicht beurteilen konnte, ob es sich bei bestimmten bekannten Organisationen um Nichtregierungsorganisationen handelte oder nicht. 40 Prozent der Befragten wussten den Status der Open Society Foundation von George Soros nicht. USAid wurde dagegen zu 31 Prozent als Nichtregierungsorganisation eingeschätzt und selbst British Petroleum mit 16 Prozent.

## Kritik
Wichtige Argumente von NRO-Kritikern sind:
- Nichtregierungsorganisationen sind nicht demokratisch legitimiert. Sie sind nicht gewählt und damit auch nicht ermächtigt, im Namen der Bevölkerung eines Landes zu sprechen oder zu agieren.
- Sie sind auch intern nicht immer demokratisch strukturiert.[1]
- Der Zwang, in der öffentlichen Debatte besonders aufzufallen, um so mehr Spenden zu generieren, zwingt Nichtregierungsorganisationen geradezu, moralische Empörung hervorzurufen. Sorgen und Ängste der Menschen würden, so Herfried Münkler 2018, im Gestus der moralischen Empörung von Medienspezialisten der Nichtregierungsorganisationen „bewirtschaftet“.[43]
- Kritik gibt es auch an einer zu starken Stellung der Nichtregierungsorganisationen gegenüber den Institutionen der Länder, in denen sie tätig sind.[1]
- Im Gegensatz zu Lobbyisten, die wirtschaftliche Interessen verfolgen, treten solche, die ökologische und soziale Interessen verfolgen, als Nichtregierungsorganisationen auf und werden als solche in der Öffentlichkeit wahrgenommen. Holger Lösch vom Bundesverband der Deutschen Industrie beklagte, dass Wirtschaftsverbände und Nichtregierungsorganisationen mit zweierlei Maß gemessen würden, obwohl alle Interessen vertreten.[36]
- Bestimmte Nichtregierungsorganisationen versuchen die Freiheit der Wissenschaft zu beschränken und sie ihren moralischen Vorstellungen entsprechend zu formen. Herfried Münkler kritisierte 2018 den Einfluss NRO-ähnlicher Organisationen, die mit den Mitteln des shaming and blaming den Wissenschaftsbetrieb an die jeweiligen Werte der Gruppen zu binden versuchten, und verwies auf Gruppen von Tierversuchsgegnern, feministische Gruppen und sich als antikolonialistisch verstehende Akteure.[43]
- Bei militärischen Einsätzen der USA in Kriegs- oder Krisengebieten galten manche Nichtregierungsorganisationen nach Einschätzungen von 2011 in amerikanischen Militärkreisen als Sicherheitsrisiken. Sie stimmen sich oft nicht mit dem Militär vor Ort ab, sei es, um den Anschein von Neutralität zu wahren, oder weil sie dem Militär ideologisch feindselig gesinnt sind. Wenn sie sich dann unprofessionell verhalten und ihre Mitarbeiter in gefährliche Gebiete schicken, fordern sie anschließend vom Militär, Rettungsaktionen zu starten.[44]

### Einflussnahme

#### Internationaler Strafgerichtshof
Heidi Nichols Haddad beschreibt, wie der 2002 gegründete Internationale Strafgerichtshof (ICC) von Nichtregierungsorganisationen als deren „Kind“ betrachtet wird, nachdem sie maßgeblich auf seine Gründung hingearbeitet hatten. Der Gerichtshof hänge von der Expertise und Unterstützung der Nichtregierungsorganisationen ab. 2006 hatten sich etwa 2000 Organisationen zur „CICC“, der Koalition für den Internationalen Strafgerichtshof, zusammengeschlossen. Große Nichtregierungsorganisation wie Amnesty International hatten ihre Ressourcen auf den ICC konzentriert, weil hier die Chance am größten war, Einfluss auf den künftigen Charakter des internationalen Strafrechts zu nehmen.

#### Militärinterventionen
Transnationalen NRO-Netzwerken werden bedeutende Rollen beim Entschluss von Staaten und Staatengemeinschaften zu humanitären Militäreinsätzen zugeschrieben. So wertet etwa der Politologe Henry Carey die Interventionen in Haiti (1994), Bosnien (1995) und dem Kosovo (1999) als Erfolge der Öffentlichkeitsarbeit transnationaler „Advocacy“ Netzwerke (TANs), zusammengesetzt aus verschiedenen Menschenrechts- und Interessengruppen. Diese Gruppen hätten durch taktisches Framing die öffentliche Wahrnehmung der betreffenden Konflikte beeinflusst und die folgenden Militäreinsätze hätten ohne die Nichtregierungsorganisationen-Einflussnahme nie stattgefunden.

### Staatliche Einflussnahme
Die russische Regierung erließ 2005 das strenge Gesetz über „ausländische Agenten“ in Russland, nachdem internationale Hilfs- und Menschenrechtsorganisationen die massiven Menschenrechtsverstöße der russischen Streitkräfte im Nordkaukasus (so im Gefolge von Dagestankrieg und Tschetschenienkrieg) dokumentiert hatten. 2021 wurde Memorial und 2022 wegen des Ukrainekrieges die Union der Komitees der Soldatenmütter Russlands verboten.
Der indische Geheimdienst warf 2018 vom Ausland finanzierten Organisationen vor, die Interessen Indiens zu bedrohen und dem Land beispielsweise durch Blockadeaktivitäten oder Aktionen gegen Gentechnik und Atomkraft zu schaden.
Die Europäische Kommission bezahlte Umweltverbände verdeckt für Klagen und Kampagnen gegen deutsche Unternehmen, um die Öffentlichkeit von der Klimapolitik der EU überzeugen. Andere Gruppen wurden von der Kommission für die Beeinflussung von EU-Abgeordneten vor Abstimmungen zu Pflanzenschutzmitteln und Chemikalien bezahlt. Die Kommission wehrte sich gegen die Vorwürfe, denn das Thema sei bereits im Februar intensiv mit dem Europäischen Parlament aufgearbeitet worden und Nichtregierungsorganisationen würden zu einem demokratischen System gehören und eine wichtige Rolle bei der Gestaltung, Überwachung und Durchsetzung von Rechtsvorschriften spielen.

### Verhinderung von Mobilisierung und Politisierung
Kritisch wird von NGO-ization oder von einem „Non-Profit-industriellen Komplex“ gesprochen, so von der indischen Autorin Arundhati Roy. Sie weist darauf hin, dass die Phase der neoliberalen Politik in Indien seit den 1980er Jahren, die mit einer Vernachlässigung der ländlichen Regionen verbunden war, vom Aufbau von Nichtregierungsorganisationen in diesen Regionen begleitet wurde, die vom Westen kontrolliert sind. Nichtregierungsorganisationen füllten teilweise das Vakuum, das der Rückzug des Staates hinterließ, und trugen damit zur Entpolitisierung des Diskurses bei. Die Ressourcen der Nichtregierungsorganisationen, die in das Land flossen, spielten eine ähnliche Rolle wie Spekulationskapital.
Auch Islah Jad von der Universität Bir Zait kritisiert die NGO-isierung am Beispiel der arabischen Frauenbewegung, die die alten, schon in den 1920er Jahren entstandenen Graswurzelbewegungen ersetzten: An der Spitze der Nichtregierungsorganisationen stünden heute hochprofessionelle, englischsprechende Managerinnen, die ihre Aktivitäten darauf konzentrierten, Fundraising zu betreiben, statt die Menschen zu mobilisieren. Ein Beispiel für die NGO-ization unter Dominanz US-amerikanischer Interessen sei auch der kurdische Irak. Diese Entwicklung führe dazu, dass z. B. der Kampf um Frauenrechte nicht auf gesamtstaatlicher Ebene geführt, sondern für nationalistische Ziele genutzt werde. Man versuche sich von den angeblich frauenfeindlichen Arabern abzugrenzen. Die Jineologie, die kurdische Variante des Feminismus sei das attraktive Aushängeschild der kurdischen Autonomieregion für das Engagement internationaler Nichtregierungsorganisationen, habe aber keine Verankerung in der kurdischen Gesellschaft, wo Polygamie, Genitalverstümmelung und die Unterdrückung von Frauen weithin geduldet werde.

### Professionalisierung und Entpolitisierung
Auch in Lateinamerika würden die Nichtregierungsorganisationen, die dort Empowerment-Bewegungen organisieren sollen, sorgfältig von den Geberstaaten ausgesucht. Nach Sonia E. Alvarez seien die Mitarbeiterinnen der Nichtregierungsorganisationen anders als die lokalen feministischen Bewegungen hochgradig spezialisiert und professionalisiert; sie würden nur mit wenigen Freiwilligen arbeiten und entwickeln vor allem Reports oder Projekte, um die Politik auf nicht-konfrontativem Wege zu beeinflussen und so Spenden einzuwerben. Dies bestätigt eine Analyse der in Jordanien tätigen Nichtregierungsorganisationen: Die hoch qualifizierten, nach westlichen Standards ausgebildeten Mitarbeiterinnen seien im Nahen Osten auch tätig, um ihre Karrierechancen zu verbessern.

### Kritik an humanitären Hilfsorganisationen
Besonders aufgrund der Erfahrungen mit Hilfsorganisationen nach dem Erdbeben in Haiti 2010 wird deren unkoordiniertes Nebeneinander und die geringe Effizienz der Hilfe kritisiert, das dem neoliberalen Wirtschaftsmodell entspricht. Dort haben sich insgesamt 7000 Organisationen mit großen Finanzmitteln beteiligt, doch jede verfolgte ihre eigene Agenda. Es gab kein großes gemeinsames Projekt außer dem von den USA finanzierten Aufbau einer steuerbefreiten Sonderwirtschaftszone. Die Nichtregierungsorganisationen gehen oft auch über die Bedürfnisse der Betroffenen hinweg. Dabei sei „der Druck Gelder ‚abzuwickeln‘ und der Beweis der eigenen Handlungsfähigkeit gegenüber Spendern, Geldgebern und der heimischen Presse eine der Hauptursachen für die weitere Entmachtung der HaitianerInnen bei der Gestaltung ihres Landes.“ Das Misstrauen gegenüber den Haitianern sei groß; nur ein Prozent der zwei Milliarden Nothilfe, die es für Haiti gab, ist über die haitianische Regierung abgewickelt worden. 99 Prozent haben internationale Akteure und nationale wie internationale Nichtregierungsorganisationen verwaltet.

#### Sexuelle Ausbeutung und Missbrauch durch einzelne Mitarbeiter
2002 ergab ein Untersuchungsbericht des Hohen Flüchtlingskommissars der Vereinten Nationen (UNHCR), dass in Flüchtlingslagern in Sierra Leone, Liberia und Guinea rund 70 Mitarbeiter von über 40 Hilfsorganisationen, darunter UNHCR und Save the Children, junge Frauen und Kinder sexuell missbraucht haben. So wurde etwa Sex als Gegenleistung für Lebensmittel und Geld verlangt.
Laut einer 2008 veröffentlichten Studie der Kinderrechtsorganisation Save the Children waren in Haiti, Elfenbeinküste und Südsudan Mitarbeiter von 23 humanitären und Peacekeeping-Organisationen an Vergewaltigungen, Menschenhandel, Zwangs- und Kinderprostitution, verbaler sexueller Gewalt und Kinderpornographie beteiligt. Die Täter sind sowohl internationale als auch einheimische Mitarbeiter sowie Angestellte lokaler Nichtregierungsorganisationen und Partner. Die überwältigende Mehrheit der Täter sind Männer, jedoch sind auch Fälle von sexuellem Missbrauch von Kindern durch Frauen bekannt.
Mitarbeiter der Hilfsorganisation Oxfam haben in Haiti während eines Einsatzes nach dem Erdbeben von 2010 Partys mit Prostituierten veranstaltet. Eine interne Untersuchung der Nichtregierungsorganisationen zeigte eine „Kultur der Straflosigkeit“ unter den Oxfam-Mitarbeitern. Vorwürfe, wonach auch minderjährige Prostituierte engagiert wurden, seien nach Oxfams Angaben jedoch „nicht bewiesen“. Die in den Skandal verwickelten Mitarbeiter fanden danach ähnliche Arbeit bei anderen Nichtregierungsorganisationen. Auch im Tschad sind 2006 wiederholt mutmaßliche Prostituierte in das Haus des Oxfam-Teams eingeladen worden. Im Südsudan gab es Fälle von Vergewaltigungen und versuchten Vergewaltigungen.
Die ehemalige britische Entwicklungshilfeministerin Priti Patel und Haitis Präsident Jovenel Moïse bezeichneten die Vorkommnisse bei Oxfam als die „Spitze des Eisbergs“. Laut Moïse seien auch andere Organisationen betroffen, Informationen würden jedoch intern vertuscht. So habe etwa Ärzte ohne Grenzen 17 Mitarbeiter ohne weitere Erklärung wegen Fehlverhaltens abgezogen.
Die „Charity Commission“, die Aufsichtsbehörde für die Hilfs- und Wohltätigkeitsorganisationen im Königreich, berichtete, dass ihr jährlich etwa 1000 Verdachtsfälle von Missbrauch gemeldet würden. Aktenkundig seien unter anderem Fälle von sexueller Belästigung bei „Save the Children“, „Christian Aid“ und beim Britischen Roten Kreuz. Im Februar 2018 bestätigte das International Rescue Committee Fälle sexuellen Missbrauchs in der Demokratischen Republik Kongo. Ärzte ohne Grenzen berichtete für das Jahr 2017 von 24 bestätigten Fällen sexueller Belästigung oder sexuellen Missbrauchs in ihrer Organisation. 19 Mitarbeiter wurden entlassen.
Der frühere UN-Notfallkoordinator Andrew MacLeod spricht von einem globalen Problem in der Industrie der Hilfsorganisationen. Pädophile heuern seit vielen Jahren verstärkt bei Wohltätigkeitsorganisationen an, um in Krisenregionen Zugang zu Kindern zu erhalten.

#### Kritik an einzelnen humanitären Hilfsorganisationen im Zusammenhang mit der Flüchtlingskrise in Europa ab 2015
Die European Union Naval Force – Mediterranean hatte im Herbst 2016 beschrieben, dass sich die Menschenschmuggler bei ihrem Geschäft auf die steigende Anzahl von Nichtregierungsorganisationen vor der libyschen Küste verlassen würden. Frontex und andere Experten betrachten nach Stellungnahmen von 2017 den Flüchtlingstransport durch private Helfer nach Europa als einen der Pull-Faktoren, der Anreize zur Migration schaffe oder vergrößere. Die privaten Hilfsorganisationen erledigen einen Teil des Geschäfts der Menschenschmuggler; die Schlepper zwingen ihre Kunden auf seeuntaugliche Boote, wo diese auf Seeretter warten müssen. Den Flüchtlingen ist in der Regel vorher nicht bekannt, dass sie auf seeuntüchtigen Booten auf Rettung warten müssen. Hinzu kommt, dass nie genug Retter da sein werden, um jedes Unglück zu verhindern. Im Dezember 2016 registrierte Frontex einen ersten Fall, bei dem Schlepper die Migranten direkt auf ein NGO-Boot brachten. Zudem äußerte Frontex Besorgnis über die Interaktion zwischen Nichtregierungsorganisationen und Schleppern:
- Es gebe klare Anzeichen, dass die Schlepperboote schon bevor sie in See stechen die präzise Richtung kennen, auf der sie ein NGO-Boot erreichen.
- Während im Sommer 2016 noch 2⁄3 der Rettungen nach Abgabe eines Notrufs erfolgten, erfolgt seit Oktober 2016 nur noch in knapp jedem zehnten Fall ein Notruf. Im selben Zeitraum erhöhte sich der Anteil der Nichtregierungsorganisationen an den Rettungen von 5 % auf 40 %.
- Von NGO-Booten übernommene gerettete Flüchtlinge kooperierten oft nicht mit Frontex-Beamten. Einige sagten aus, sie seien vor einer Kooperation gewarnt worden.

In griechischen Flüchtlingslagern hätten einige Aktivisten von Nichtregierungsorganisationen 2015/2016 wiederholt für Unruhe gesorgt, gegen die staatliche Verwaltung und Behörden agitiert und teils sogar die Kontrolle übernommen sowie die Migranten zum Sturm auf die Grenzzäune zu Mazedonien ermuntert.

## Nobelpreise für Nichtregierungsorganisationen oder deren Gründer
Friedensnobelpreise für Nichtregierungsorganisationen
- 1901 – Henry Dunant (Internationales Komitee vom Roten Kreuz)
- 1904 – Institut für Internationales Recht
- 1917 – Internationales Komitee vom Roten Kreuz
- 1927 – Ferdinand Buisson (Französische Liga für Menschenrechte) und Ludwig Quidde (Deutsche Friedensgesellschaft)
- 1931 – Jane Addams (WILPF)
- 1944 – Internationales Komitee vom Roten Kreuz
- 1946 – Emily Greene Balch (WILPF), John Raleigh Mott (CVJM und weitere)
- 1947 – The Friends Service Council und American Friends Service Committee
- 1958 – Georges Pire (L’Europe du Coeur au Service du Monde)
- 1963 – Internationales Komitee vom Roten Kreuz und Liga der Rotkreuz-Gesellschaften
- 1976 – Betty Williams und Mairead Corrigan (Northern Ireland Peace Movement)
- 1977 – Amnesty International
- 1985 – Internationale Ärzte für die Verhütung des Atomkrieges
- 1995 – Pugwash Conferences on Science and World Affairs
- 1997 – Internationale Kampagne für das Verbot von Landminen
- 1999 – Ärzte ohne Grenzen
- 2014 – Kailash Satyarthi (Bonded Labour Liberation Front)
- 2016 – Quartet du dialogue national
- 2017 – Internationale Kampagne zur Abschaffung von Atomwaffen
- 2022 – Center for Civil Liberties und (verbotene) Memorial